# Jacques Morlanne
Pour les articles homonymes, voir Morlanne.
Jacques Morlanne (ou souvent écrit Morlane), alias de Henri Fille-Lambie, né le 2 mai 1909 à Vaillant (Haute-Marne) et mort le 30 janvier 1978 à Toulon (Var), était un colonel de l'Armée française. Officier de l'Armée  de l'Air, il rejoignit la Résistance au sein de l'Organisation de résistance de l'Armée (ORA) puis du Bureau central de renseignements et d'action (BCRA), les services secrets de la France libre. En 1945, il participa aux débuts de la guerre d'Indochine au sein de la Force 136.
En 1946, de retour en France, il crée puis dirige jusqu'en 1957 le Service Action des services secrets français, le Service de documentation extérieure et de contre-espionnage (SDECE).

## Une carrière militaire
Henri Jean Fille-Lambie est né le 2 mai 1909 à Vaillant (Haute-Marne). Son père Jean Fille-Lambie, né vers 1872, originaire du Sud-Ouest de la France, était un sergent du génie ayant servi notamment à Madagascar qui avait été nommé receveur des postes et communications de Vaillant en 1906. Sa mère, Clémence, Marie, Jeanne Haudeville était originaire de Morlanne, alors dans les Basses-Pyrénées.
Il choisit de s'engager dans l'Armée de l'air en 1927. Le 1er septembre 1936, il est promu sous-lieutenant d'active, en provenance du corps des sous-officiers administratifs. En parallèle, il poursuit ses études et est auditeur de l’École pratique des hautes études en 1936-1937. Deux ans plus tard, il est en poste au centre d'aviation de Nancy, à l'aérodrome de Nancy-Malzéville (Meurthe-et-Moselle).

## La Résistance
il devient membre de l'Organisation de résistance de l'Armée (ORA) et officier de transmission de l'état-major de l'ORA pour la zone Nord.
Il est affecté au 1er régiment de chasseurs parachutistes mis sur pied en Afrique française du Nord à partir de février 1943.
Le 21 octobre 1943, le capitaine Fille-Lambie rejoint Londres. Il devient un agent du BCRA et du Special Operations Executive (SOE), le service secret britannique.
Le 15 novembre, sous le nom de guerre « Jacques Morlanne ») (Morlanne étant le village d'origine de sa mère) il est déposé par un avion Hudson du 61e squadron, sur le terrain de pick up de Soucelles. L’opération est organise par le SOE et son agent Henri Déricourt. Il croise sur le terrain et salue François Mitterrand qu'il avait connu à Vichy et qui part à Londres.
Morlanne, qui prend le pseudonyme de « Ligure », est chargé de seconder le colonel Coste à la tête du réseau Jean-Michel.

## Le créateur du Service Action

### Service action en Indochine
En mars 1945, il est affecté par la Direction générale des études et recherches (DGER) à Calcutta pour diriger à partir du 5 mai le service Action de la Section de Liaison Française en Extrême Orient dirigée par le colonel Joseph Roos qui dépend de la Force 136, une unité du Special Operations Executive formée par les Britanniques pour encadrer les maquis dans les territoires d’Asie occupés par les Japonais et y mener des actions subversives.

### Création du Service Action
De retour en France, il crée en 1946, à partir d'un fichier de tous les anciens volontaires spéciaux des unités aéroportées, le noyau du Service Action du SDECE.

#### Création du11echoc

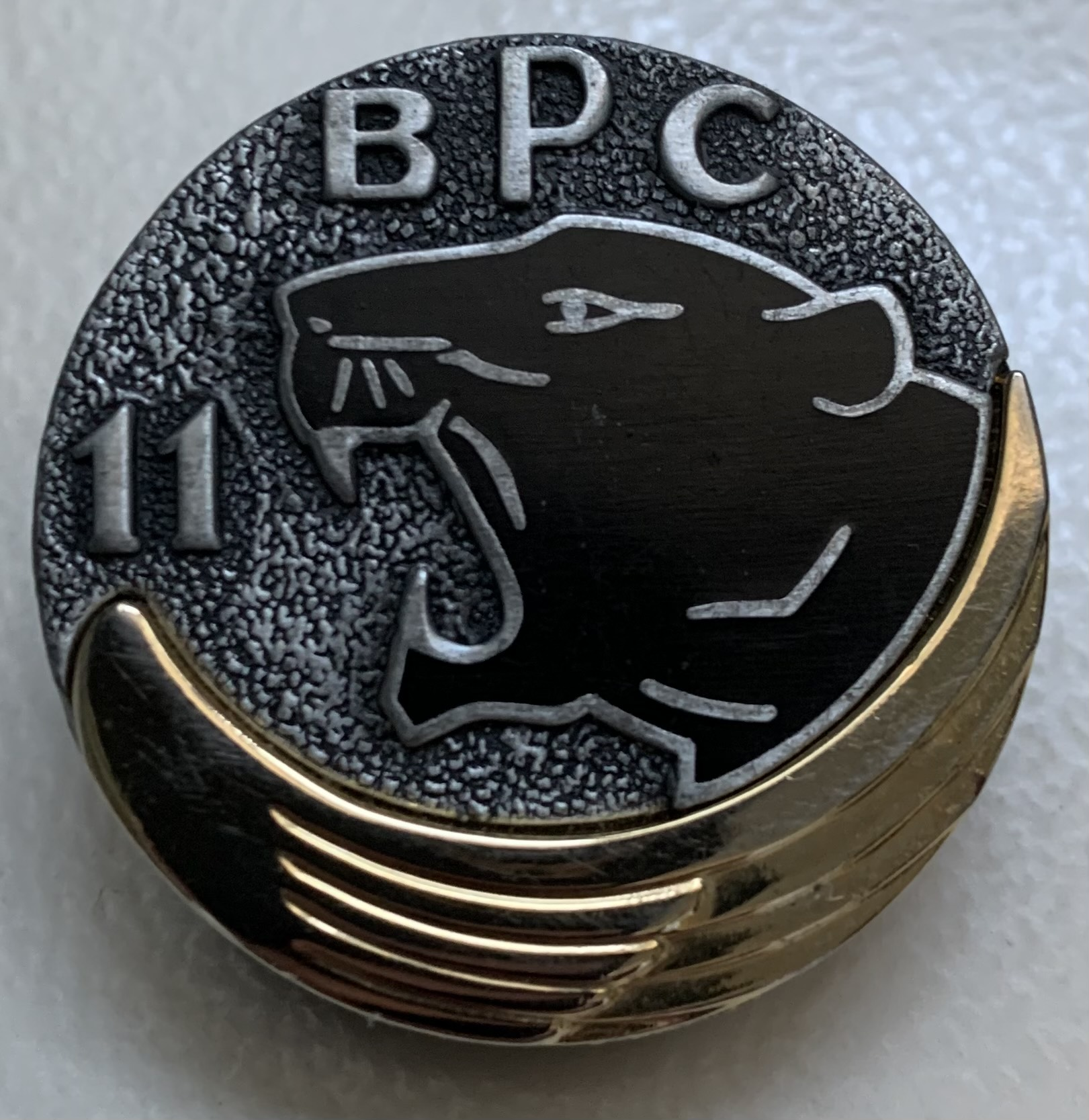
Insigne du 11e bataillon parachutiste de choc de 1946 à 1955.

Au printemps 1947, il envoie le capitaine Edgar Mautaint, pseudonyme de Bob Maloubier, à Montlouis pour animer et entraîner le 11e bataillon parachutiste de choc, bras armé du Service Action du SDECE, qui sera par la suite dirigé par Paul Aussaresses. Avant de rejoindre Montlouis, Mautaint rédige de nombreuses notes sur l'enseignement reçu au SOE, afin de préparer celui des futurs agents du Service Action
Morlanne demande ensuite à Paul Aussaresses, qui arrive au Service Action en juillet 1947, tandis que les effectifs augmentent, de remplacer Mautaint, avec pour mission, selon les mots d'Aussaresses, de « mener ce qu'on appelait alors la “guerre psychologique”, partout où c'était nécessaire, et notamment en Indochine (...) Je préparais mes hommes à des opérations clandestines, aéroportées ou non, qui pouvaient être le plasticage de bâtiments, des actions de sabotage ou l'élimination d'ennemis... Un peu dans l'esprit de ce que j'avais appris en Angleterre. »  À son retour d'Indochine, en 1952, Aussaresses fut chargé par Morlanne d'éliminer ceux qui soutenaient la rébellion algérienne. Dans son livre Pour la France : Services spéciaux 1942-1954, il raconte que « Morlanne était persuadé qu'une invasion soviétique était imminente et il s'était occupé de créer des dépôts d'armes secrets sur le territoire pour que, le moment venu, une résistance puisse s'organiser. »

### Développement du Service action
De retour en France au printemps 1949, Maloubier reçoit ordre de Morlanne de former à l'action de futurs agents de renseignements issus d'Europe de l'Est en vue d'infiltrations potentielles. C'est le début de l'opération Minos. Le centre d'instruction est basé à Saint-Germain-en-Laye sous couverture du CIRVP (Centre d'instruction des réserves volontaires parachutistes).
Sur proposition de Maloubier, Morlanne le charge ensuite de constituer un corps de nageurs de combat, et l'envoie en septembre 1950 à Portsmouth chez les Royal Marines, lesquels se montrent un peu réticents pour enseigner leurs techniques. Le Centre d’Intervention par Opérations Amphibies (CIOA) d'Arzew — situé en Algérie, il sera le lieu du Centre d'instruction à la pacification et à la contre-guérilla (CIPCG) de Marcel Bigeard, créé en 1957 — commandé par André Patou est choisi comme base d'entraînement pour cette nouvelle unité amphibie.

### Action en Algérie
Dès le début de la guerre d'Algérie, Mautaint est sollicité par Morlanne pour neutraliser les soutiens du FLN.

## Fin de carrière
À la fin de la guerre d'Algérie, il décide de prendre sa retraite. Selon Paul Aussaresses, son départ est lié au recrutement de l'ancien malfaiteur Jo Attia par le SDECE. Attia, détenu à Tanger, est menacé d'extradition par les autorités espagnoles qui le soupçonnent d'être impliqué dans un attentat contre Allal El Fassi. Attia fait savoir qu'il a des révélations à faire sur un double meurtre commis à Montfort-Lamaury; il est aussitôt extradé vers la France où il comparaît devant un juge d'instruction auprès duquel il fait état de son appartenance au SDECE. L'information remonte jusqu'au Garde des Sceaux qui proteste auprès de Pierre Boursicot, directeur général du SDECE, lequel limoge Jacques Morlanne. Le 1er avril 1957, ce dernier est remplacé par Robert Roussillat à la tête du service Action.
Il décède à Toulon le 30 janvier 1978, dans sa soixante-neuvième année.
Marié à Thèze (Pyrénées-Atlantiques) en 1931, il a un fils Michel Fille-Lambie, pilote de chasse et à la Patrouille de France. Son petit-fils, Thierry Caspar-Fille-Lambie, fut pilote de C-160 Transall, général d'armée aérienne et ancien patron du CDAOA (commandement de la défense aérienne et des opérations aériennes).